# Şal û şapik
Sal Sapik, eigentlich şal û şapik (Hose und Hemd) auch şal şapik oder şal şepîk,  ist eine traditionelle Kleidungskombination für Männer aus dem vorderasiatischen Raum. Sie besteht aus einer weiten und zwischen den Beinen breiten Hose, die heute nur noch von älteren Männern getragen wird, einer offenen, meist knopflosen Jacke und einer darübergetragenen Weste.
Die Hose wird dabei am Bauch mit einem Schal festgebunden. Hauptsächlich getragen wurde diese Kleidung von Kurden, Chaldäern und Nestorianern. Als Material wurde früher fast ausschließlich Mohair-Ziegenhaar verwendet.
Da der türkische Staat in dieser Bekleidung eine kurdische Nationaltracht vermutete, wurde die Kombination 1945 verboten. Inzwischen ist sie meist noch bei festlichen Anlässen und Feiern zu sehen. Ein Grund für das Verschwinden dieser Tracht liegt auch in der mangelnden Präsenz von traditionellen Herstellern.